# Seweryn Ajzner

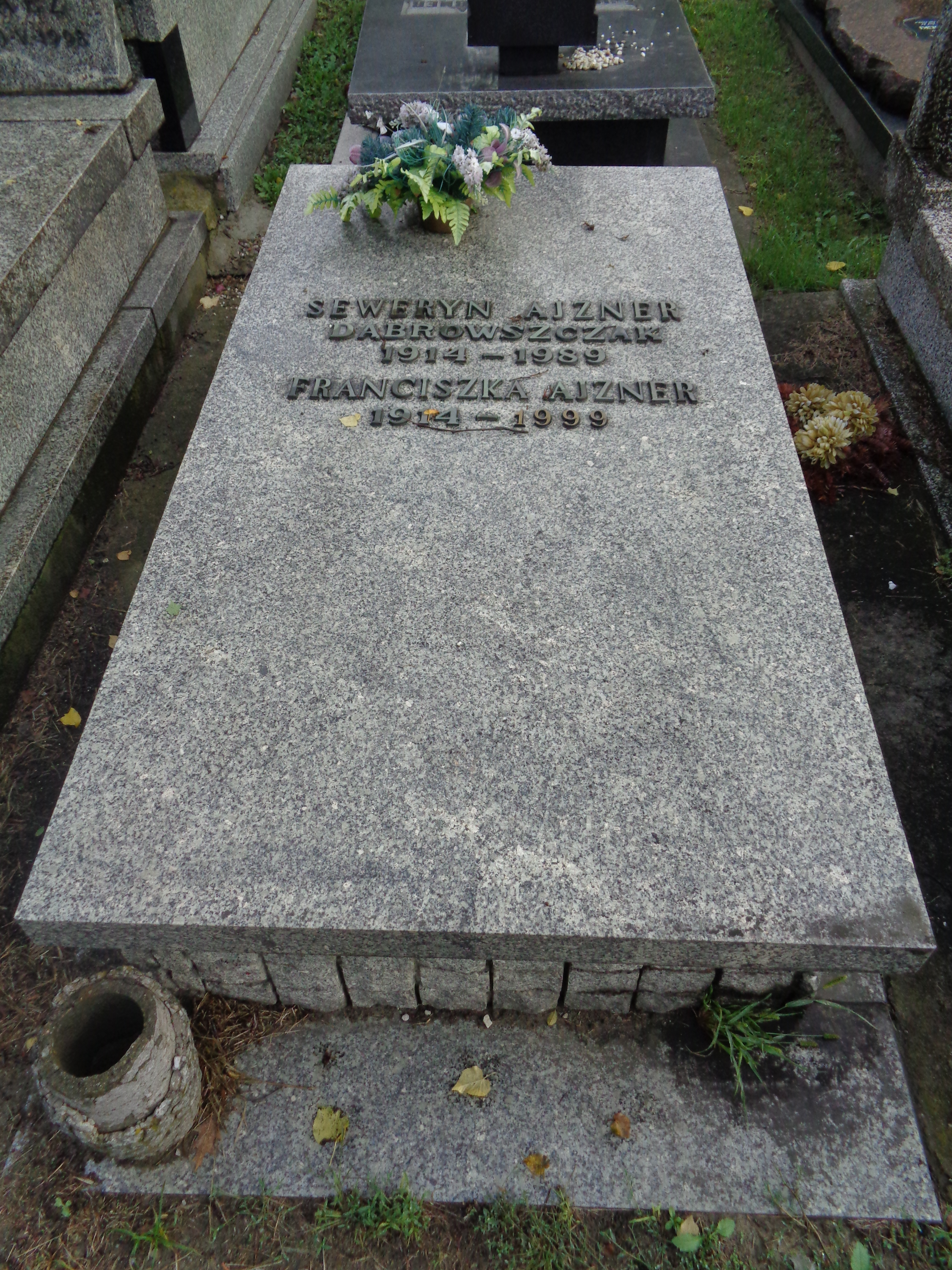
Grób Seweryna Ajznera na cmentarzu wojskowym na Powązkach

Seweryn Ajzner ps. „Wiktor” (ur. 15 kwietnia 1914 w Warszawie, zm. 25 maja 1989) – historyk i działacz komunistyczny, uczestnik wojny domowej w Hiszpanii, pierwszy redaktor „Dąbrowszczaka”. 

## Życiorys
Syn Abrama (zm. 1934) i Liby (zm. 1931). Pochodził z rodziny kupieckiej, zamieszkałej w Warszawie przy ul. Granicznej 13. Jego rodzice Abram Ajzyk (później Ajzner) i Liba Rajnfeld (Reinfeld) już w 1907 zajmowali się handlem. Abram w 1917 założył firmę „Marquisette” zajmującą się sprzedażą detaliczną bielizny i konfekcji damskiej, mieszczącą się przy ul. Świętokrzyskiej 9 w Warszawie. W 1923 otwarto filię przy ul. Elektoralnej 19. Od 1930 Liba Ajznerowa współzarządzała firmą. Po śmierci żony, podczas wielkiego kryzysu, Abram Ajzner ogłosił upadłość. 
W latach 1930–1934 Seweryn był aktywnym członkiem Komunistycznego Związku Młodzieży Polskiej. W 1932 został aresztowany w mieszkaniu przy ul. Pokornej nr 5 w Warszawie, gdzie odbywało się zebranie komunistów dotyczące przygotowań do wystąpień pierwszomajowych. Groziła mu kara 10 lat więzienia lub dożywotniego więzienia. W 1934 wyemigrował do Francji, gdzie działał w strukturach Francuskiej Partii Komunistycznej. W 1937 brał udział w wojnie domowej w Hiszpanii jako ochotnik Brygady im. Jarosława Dąbrowskiego, gdzie był raniony w oko. Po wybuchu II wojny światowej walczył w szeregach w armii francuskiej. Od czerwca 1940 do 1945 przebywał w niewoli niemieckiej. W latach 1945–1948 jako członek francuskiego oddziału PPR działał w ruchu komunistycznym emigracji polskiej we Francji, pracując jako redaktor, potem redaktor naczelny dziennika „Gazeta Polska”. W 1949 roku został aresztowany przez francuską policję i deportowany do Polski. Do 1953 roku pracował w Wydziale Organizacyjnym KC PZPR oraz jako redaktor „Nowych Dróg” i „Życia Partii”. W 1954 zawarł związek małżeński z Franciszką Zakrzewską, lekarką i działaczką lewicową. Studia aspiranckie odbył w Instytucie Nauk Społecznych. Od 1956 roku zatrudniony w Wydziale Historii Partii, następnie Zakładzie Historii Partii. W 1961 roku ukończył studia magisterskie w Wyższej Szkole Nauk Społecznych przy KC PZPR, zaś 21 stycznia 1965 uzyskał stopień doktora na podstawie pracy Polska wobec wojny hiszpańskiej 1936–1939 (promotor: Józef Kowalski). W maju 1968 roku został wykluczony z szeregu członków PZPR. Pochowany na wojskowych Powązkach (kwatera 41A-2-7). Autor haseł w Polskim Słowniku Biograficznym i Słowniku biograficznym działaczy polskiego ruchu robotniczego. 
W 1955 otrzymał Medal 10-lecia Polski Ludowej.
Ze związku z Franciszką Ajzner miał jednego syna – Jana Ajznera (ur. 1954), działacza opozycji w PRL, współpracownika KOR, internowanego w stanie wojennym, od 1982 emigranta.

## Wybrane publikacje
- (przekład)  Waldeck Rochet, Sytuacja chłopów we Francji, przeł. Seweryn Ajzner, Książka i Wiedza, Warszawa 1954.
- Madryt – Saragossa, przedmowa: L. Gronowski, Warszawa: „Książka i Wiedza” 1961.
- Ruch robotniczy w Polsce w latach 1933–1939, Warszawa: Wydział Propagandy i Agitacji Komitetu Centralnego Polskiej Zjednoczonej Partii Robotniczej 1966.
- Polska a wojna domowa w Hiszpanii 1936–1939, Państwowe Wydawnictwo Naukowe, Warszawa 1968.
- (redakcja) Dokumenty Komunistycznej Partii Polski: 1935–1938, oprac. Seweryn Ajzner, Zbigniew Szczygielski, Warszawa: Książka i Wiedza 1968.
- (przedmowa) Herbert Rutledge Southworth, Mit o krucjacie Franco, przeł. Bogdan Moszkiewicz, przedmowa do wydania polskiego Seweryn Ajzner, Warszawa: Książka i Wiedza 1968.
- Związek Związków Zawodowych 1931–1939, Warszawa: „Książka i Wiedza” 1979.